# العربي السامي

## نبذة
في يوم 31 يوليوز من كل سنة تحل ذكرى اغتيال الوطني العربي السامي الذي تعددت كنوايه في صفوف المقاومة «الفقيه والسكوري وصاحب سيارة التعليم والسائق» مع ابن اخته عبد الله الحداوي رئيس منظمة الهلال الأسود ومصطفى البقالي----- في ليلة الجمعة 31 يوليوز 1956

ولد الشهيد العربي السامي بمدينة الدار البيضاء في 16-07-1907 وتعلم القران وعلومه حتى صار فقيها بين اقرانه ورافق العلامة سيدي عبد الرحمن انتيفي جعفر الذي يرجع له الفضل في تكوينه المعرفي ولقد ارتبطا بصداقة متينة حتى فرقهما الموت- وكذا السيد أحمد العلمي – أول قائد لمقاطعة عين الشق بالدار البيضاء بعد الاستقلال - الذي كان يتبادل معه الإمامة بالمسجد المحمدي بالاحباس كما ربطته بابي الشتاء الجامعى صداقة قوية مند ان التقيا بسجن العاذر حين طالت الاعتقالات العديد من أعضاء الحركة الوطنية سيما بعد أن علم والدي علاقة المصاهرة بين ابي الشتاء الجامعي والوطني أحمد الشرايبي الذي كان على صداقة متينة بالشهيد ومع ابني اخته محمد وعبد الله – ولقد استشهد أحمد الشرايبي العضو الفعال في منظمة الهلال الاسود واحد قادتها على يد عصابة الستيام بعد ألاستقلال وقد كانت لوالدي نفس الرؤى التي كانت ابي الشتاء الجامعي في انحرافات الحزب ليغادراه معا 

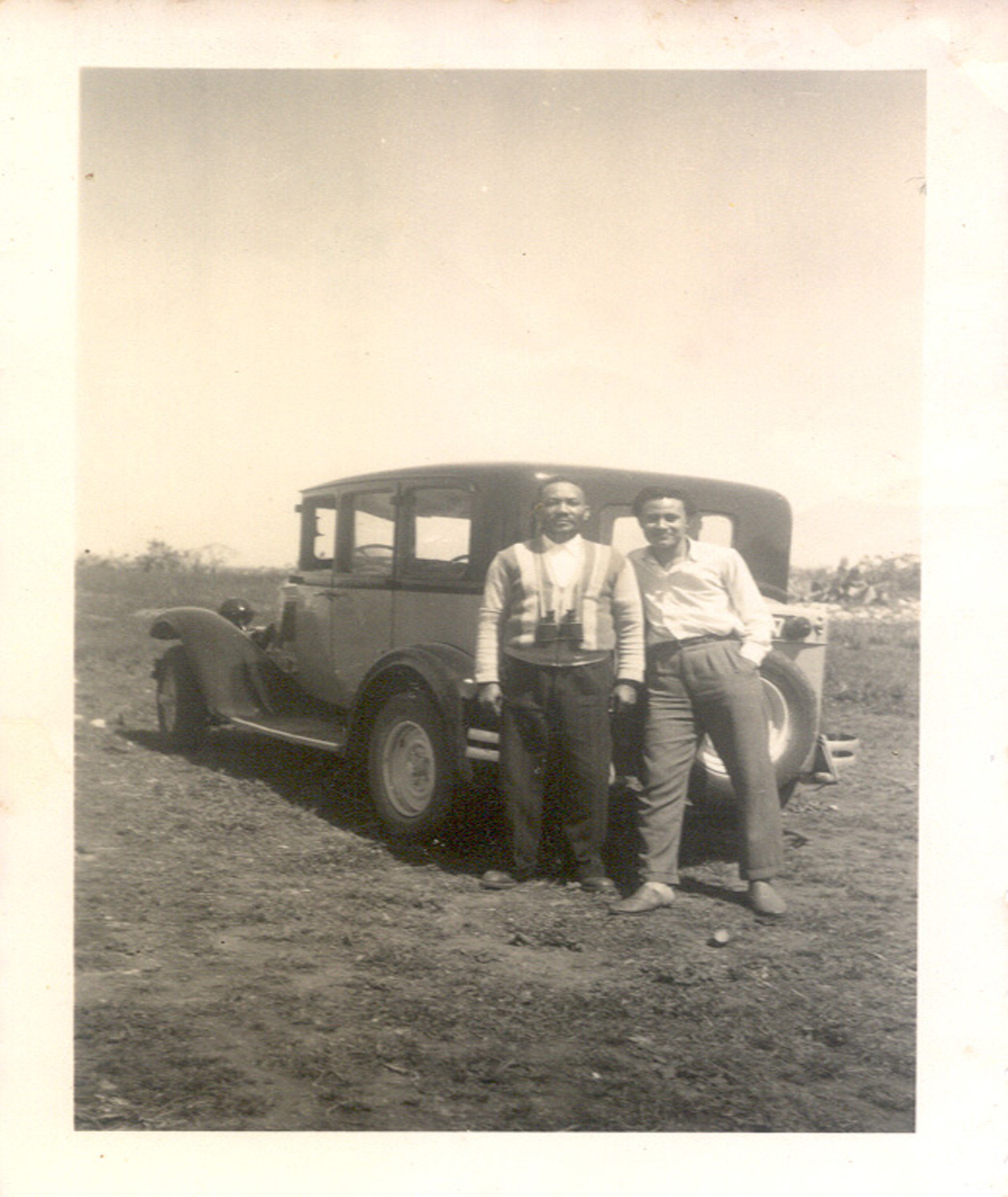
المقاوم المغربي

وتجدر الإشارة إلى أن والدة الشهيد فاطنة لهراوية خرجت متزعمة مسيرة من النساء البيضاويات للمساهمة في أول عمل فدائي قام به أبناء الدار البيضاء في صيف سنة 1907 لمواجهة المستعمر الفرنسي بالهجوم على عماله العاملين ببناء سكة الخطوط الحديدية –(عكس ما ادعاه الاستاذ عبد الكريم غلاب بان الدار البيضاء لم تعرف المقاومة الا وسط الأربعينيات) - وذلك بإذكاء الحماس في هؤلاء الفدائيين والتكفل بمعالجة الجرحى منهم والجدير بالذكر هو ان هذه الزعيمة كانت حاملا بالشهيد العربي السامي وبالتالي فنضال هذا الوطني لم يأت من عدم إذ كانت كل الظروف تنبئ بقدوم وطني من عيار فريد قلما يجود الزمان بمثله (راجع كتاب مغامراتي المغربية للصحفي الفرنسي كريستيان هويل Christian Houel)
والشهيد من الرعيل الأول الذي اشتغل بالسياسة واتخذها حرفة له في سبيل تحرير البلاد وكانت أولى مشاركاته في العمل الوطني مساهمته في احدات 1930 وهو في سن التالتة والعشرين وتزعمه لقراءة اللطيف انطلاقا من المسجد المحمدي بحي الاحباس ومسجد درب الشلوح بالدار البيضاء ضد ما كان يعرف بالظهير البربري وتعتبر هذه الاحدات مؤشرا على بداية النضال السياسي حيت انتظم الوطنيون البيضاويون في اطار لجنة مركزية للمدينة ونواحيها- وقد اكد هذا الأمر عامل الحاج محمد معزوز وهو لا زال على قيد الحياة عكس ما يدعيه سعيد بونعيلات في مذكراته بقلم محمد لومة-
وكان الشهيد من المندوبين الذين نابوا عن الدار البيضاء في مؤتمر الحزب الوطني الذي انعقد في فاس في أكتوبر 1936 وتكفل مع بيضاويين آخرين بالسهر على اعداد مهرجان الحزب الوطني الثالت بالدار البيضاء يوم 14-11-1936 كما تقدم الحركة الاحتجاجية بمناسبة احداث واد بوفكران بل نظم حملة لجمع التبرعات وتكفل اخوه المقاوم المختار السامي بنقلها إلى مكناس ومنها إلى ى فاس حيت كان في استقباله أحمد بنسودة وكان لا يزال يافعا-

## أندلاع الحرب العالمية الثانية
ولقد كان اندلاع الحرب العالمية الثانية الشرارة التي انعشت الحركة الوطنية بالدار البيضاء حيت ساهمت مساهمة فعالة في معركة المطالبة بالاستقلال بتنظيم اضراب كبير لم يسبق له مثيل في تاريخ المغرب كان بتنسيق فيما بين الشهيد وأبي الشتاء الجامعي والفقيه الشاتي وعبد القادر الصحراوي وعمر السر غيني وحميدو التريسيان فارس الوطني الذي أسس مع الشهيد أول معمل لخراطة الحديد " شعاع البيضاء بساحة " كانكونس " وإبراهيم الروداني ومحمد العبدي والعربي الزر والي وسي محمد العبدي-
كان اذناب الاستعمار يسعون إلى اقامة نظام يمكنهم من ان يظلوا اسياد البلاد الفعليين إلى الابد وهو ما رفضه جلالة السلطان رفضا باتا حيت لم يعترف للمعمرين الفرنسيين بأية حقوق سياسية أو نقابية وهو ما شجع الوطنيين ومن بينهم الشهيد للتظاهر ضد الانتخابات البلدية والمهنية حتى لا يكون للفرنسيين اية قوة انتخابية تتعدى اصوات المغاربة.
وكان بيت الشهيد بدرب البلدية زنقة صفرو بالدار البيضاء من الاماكن التي كانت تعقد فيها الاجتماعات في مرحلة الاستعداد لتقديم عريضة الاستقلال- وحتى يكون على اطلاع بمجريات الامور فقد كان كل صباح بالاظافة إلى قراءة الجرائد العربية يقرا ملخص ما ورد في الجرائد المكتوبة بالفرنسية يعده له ابنه الأكبر سي احمد رحمه الله الذي كان يتابع دراسته بمدرسة الأعيان ثانوية الحسن الثاني سابقا- فاطمة الزهراء حاليا وكانت زوجة الشهيد الوطنية عائشة الزرهوني دائمة الحضور في هذه المجالس اذ كان الشهيد رغم انها لم تكن لا تعرف القراءة ولا الكتابة - يستعين بها في تفسير بعض الجمل الفرنسية بالنظر إلى اتقانها الشفوي للغة موليير -
لقد كان الشهيد أول رئيس للجنة التزيين بالدار البيضاء اذ كان من أول المروجين لفكرة الاحتفال بذكرى تولية المغفور له محمد الخامس عرش اسلافه الميامين وأول من نظم الحفلات الكبرى للاحتفاء بهذه المناسبة – وفي هذا الإطار القي عليه القبض بمدينة سطات وهو يقوم بالإعداد للاحتفال بعيد العرش المجيد مع المرحومين ازوانات والعربي سربوت -
و ساهم مساهمة فعالة في إنشاء وتثبيت قواعد الحزب في مدينة الدار البيضاء حيت كان مضطلعا بربط العلاقة بين قمة الحزب وقاعدته وكان بيته بزنقة صفرو- درب البلدية محج مناضلي الحزب يتوافدون عليه للاستماع لنشرة الحزب اليومية –
و اعتقل الشهيد عدة مرات وكان في كل مرة يعذب عذابا شديدا سيما خلال فترة حركة القياد الذين أطلق الاستعمار يدهم في المدن ليعيثوا فيها فسادا فكان من أول المعتقلين بمعتقل «داركم» قرب حديقة مردوخ حيت حطم له القايد المكي كل اسنانه الامامية بضربة من عكازه -
ولقد عذب الشهيد في هذا المعتقل رفقة صديقه المقاوم حميدو الوطني المعروف بالترسيان وعباس المسعدي حتى اعتقدت الشرطة الفرنسية انهم قد فارقوا الحياة وسلموا لعائلتهم على هذا الأساس - ونظم الشهيد مع المقاوم سي محمد العبدي أول خليفة للحي المحمدي بعد الاستقلال مظاهرة الكاريان سنطرال في ديسمبر 1950 – ورغم العذاب الذي كان يلاقيه الشهيد في كل اعتقال لم يبح بأي سر من اسرار المقاومة -

## فريق الاتحاد البيضاوي
وخلافا لما يدعيه البعض فان الشهيد وسي العبدي وسي عبد السلام بناني هم اللذين وضعوا اللبنة الأولى لإنشاء فريق الاتحاد البيضاوي لكرة ألقدم ورحم الله العربي الزاولي المدير السابق لفريق«الطاس» الذي كان كلما جاء ذكر الشهيد إلا وبكى بحرارة على فقدان رجل كان يعتبر دينامو الوطنية بالحي المحمدي مع الحاج أحمد بالخير والحاج الجداوي –
واعتقل الشهيد بسجن ازمور تم نفي إلى لبروج لكن شيخ القبيلة اشتكاه إلى المراقب الفرنسي واثار انتباهه إلى الخطر الذي يشكله هذا الوطني على عقول البداوة حيت كان الشهيد خطيبا فصيح اللسان بالغ الإقناع فقرر هذا المراقب نقله إلى قصبة الشافعي ناجم بابن مسكين وبقي هناك إلى حين عودة محمد الخامس من منفاه -
وبالتوازي مع العمل الفدائي كان الشهيد على رأس القائمين على أسر الشهداء والمسجونين كما أنه من الأوائل الذين نظموا الحملات السيكولوجية لمنع المغاربة من التدخين ومقاطعة البضائع الفرنسية –

## المسرح
وجدير بالذكر ان الشهيد من الأوائل الذين اهتموا بالمسرح بالنظر إلى الدور الذي يؤديه في توعية المواطن وهكذا أسس أول فرقة مسرحية مع ابن خاله عبد الرزاق لهراوي وهي فرقة العروبة التي قدمت من بين ما قدمت من مسرحيات مسرحية «بن خرابة» امام الأسرة الملكية بالقصر الملكي العامر.

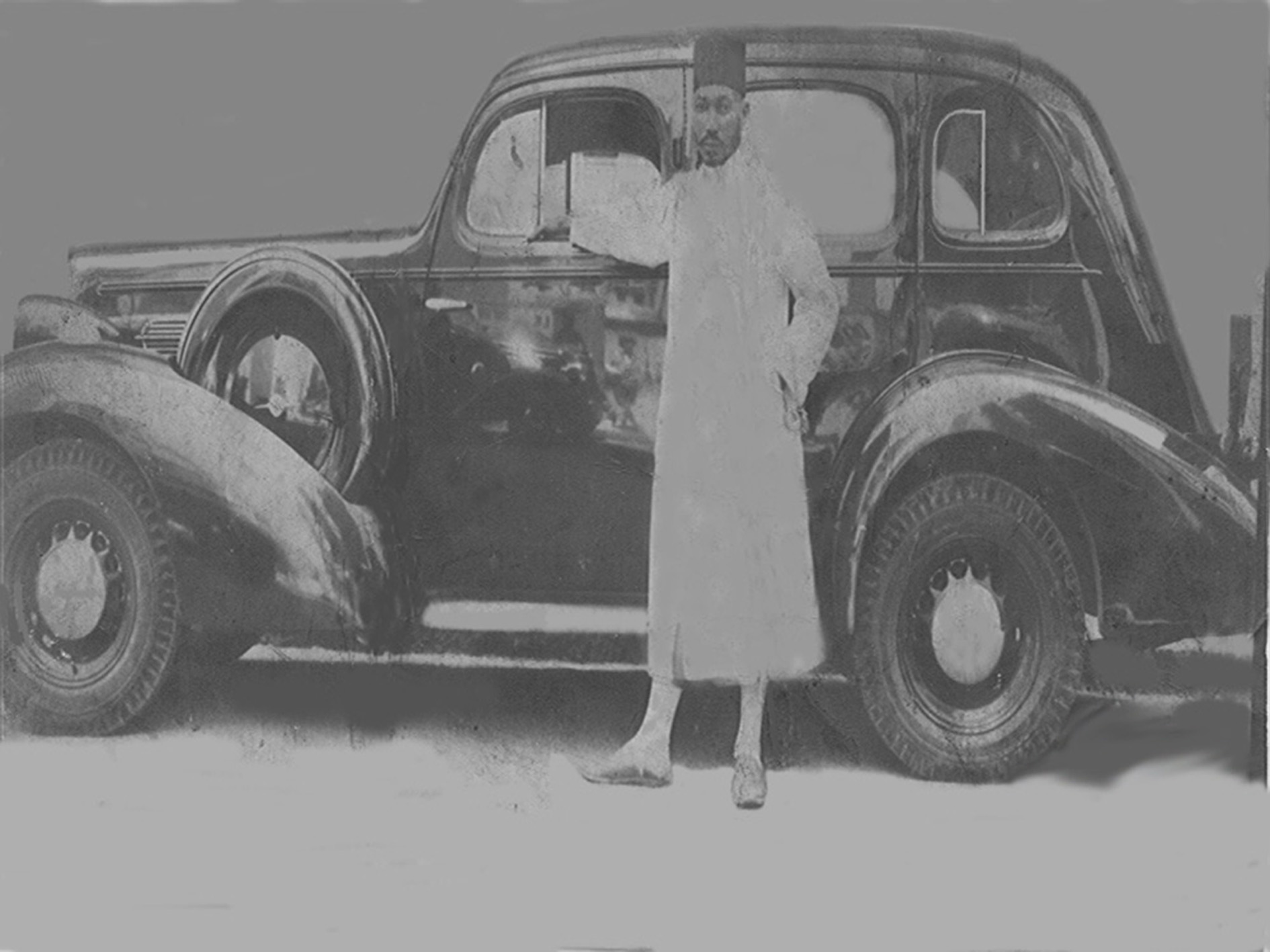
أول مدرسة لتعلم سياقة السيارة

كما أسس الشهيد أول مدرسة لتعلم سياقة السيارة ولم يكن يهدف من وراء ذلك جني ربح مادي بقدر ما كانت له وسيلة لتوعية المواطن والحث على الاشتراك في العمل الوطني – وكم من فدائي تخرج من هذه المدرسة – كما كان للشهيد المساهمة الفعالة في إنشاء المدارس الحرة الهدف منها توعية المغاربة وحث التلاميذ على ضرورة الكفاح للتخلص من الحماية الفرنسية بتعلم اللغة العربية والحفاظ على الهوية والذاكرة والتاريخ الوطني وهي فكرة انبتفت عن جهاد الوطنيين الاحرار بعد مضي ما يقرب من أربعة عقود مضت تحت ظلال الاستعمار وقد رأوا ان في نشر الوعي وبت التعليم ما يعد سلاحا فعالا في تحقيق الانعتاق والتحرر من الاستعمار الغاشم-
```
وساهم الشهيد في تدبير المنح الدراسية لعدد مهم من الطلبة المغاربة لاستكمال دراستهم بالخارج ونذكر منهم على الخصوص المعطي بوعبيد الوزير الأول سابقا – وكان من الاساتذة الذين كلفهم والدي بإعطاء دروس اظافية لأبنائه الكبار– وقد اشاد في عدة مناسبات بكفاح الشهيد وبفضله على عدد كبير من الطلبة وكان ذلك خلال جلسات العمل المنعقدة بمكتبه بالدار البيضاء لتدارس قضايا بنك المغرب إذ كان نجله أحد اطره – ونفس الموقف بالنسبة عبد اللطيف السرغيني وسي محمد البدوي من أوائل الطيارين عابري القارات بالمملكة ومنهم عدد كبير -
```

ورغم فرار عدد كبير من الذين كانوا يدعون المقاومة إلى المنطقة الخليفية فقد ظل مع رفقائه وابني اخته محمد وعبد الله صامدين في مدينة الدار البيضاء في مواجهة العدو الغاشم -

## عائلته
وعلى صعيد عائلته الصغيرة فقد اضطلع الشهيد بالإضافة إلى اضطلاعه بتا طير ابني اخته محمد وعبد الله ووضعهما على طريق الكفاح والتضحية والاستشهاد والحذو حدوه في النضال حيت كان الاقرب لهما – فقد امن بحماس زوجته عائشة الزرهوني للقضية الوطنية حيث ساهمت في العمل الوطني بكل تجرد وعزة ولا ادل على ذلك من الرسالة التي وجهها لها الشهيد من منفاه بقصبة الشافعي ناجم يثني على كفاحها وما لاقته من محن جراء البحت عن الأماكن التي كانت السلطات الاستعمارية تنقله لها ومواجهتها للحاكم الفرنسي ببيرو عرب بالدار البيضاء بلغة موليير التي كانت تثقنها جيدا –
واعترافا من الشهيد بكفاح هذه الوطنية ونبل اخلاقها فقد عينها قيد حياته - وصية على أبنائه منها بعد والوفاة -وظلت عائشة الزرهوني ذاكرة عائلة الشهيد الشاهدة الحافظة للاحدات المرتبطة بحياة الشهيد ورفقائه الوطنيين وبالتالي المصدر العائلي الموثوق به في ما يخص حقيقة الاحداث مما يضفي المصداقية على ما تجود به ذاكرتها – إلى أن وافاها الأجل المحتوم-
كما أن ابنته عائشة كانت لها الريادة في هذا الشأن حيت حرص والدها على أن تكون من أول الفتيات اللاتي تابعنا دراستهن الثانوية بعد حصولها على شهادة الدروس الابتدائية وحثها على تعلم الرقن على استانسيل مما سهل عملية طبع مناشير المقاومة وكانت محط اسراره وموضع ثقته- فهي التي اطلعت برقن مناشير الحزب تم مناشير منظمة الهلال الاسود التي كان يتم طبعها ببيت الشهيد والمخاطرة بنقلها إلى الأماكن التي سيتم منها التوزيع وهو دور فعال في تلك الآونة التي كان المواطن يخشى حتى من كلمة وطني –
وتبقى بنت الشهيد بعد وفاة الوطنية عائشة الزرهوني المصدر العائلي الوحيد الموثوق به في ما يخص حقيقة الاحداث مما يضفي المصداقية على ما تجود به ذاكرتها – ومن جملة ما تحكيه الحاجة عائشة بان يوم سفر الشهيد إلى الرباط للمثول بين يدي السلطان نصحها بان تقضي الليل عند خالها السيد بلفقيه خوفا من أي هجوم محتمل لعصابة الستيام ولقد حدت ما تخوف منه الشهيد وهوجم بيته ليلة اغتياله كما سيأتي فيما بعد- كما تؤكد بان واضع قنبلة المارشي سنطرال تنكر في شخصية حمال لزوجة أحد اخوالها محمد عزمي الذي كان من مسؤولي ولاية الدار البيضاء الكبرى –التي اختارها الشهيد لتقاسيمها الاروبية التي تبعد عنها أي شك-
لقد عمل افراد هذه الأسرة بكل تجرد وأريحية ولم يطلبوا أي مقابل بل حتى بطاقة المقاومة زهدن فيها ولم يسع أي منهم للحصول عليها-لقد التقط الشهيد علامات النبوغ لدى ابني اخته محمد وعبد الله الحداوي وهو أول من لمس الحماس في الشابين الحداوي وبدت له رغبتهما في السير نفس النهج الذي صار هو نفسه عليه خالهم الشهيد العربي السامي في اطار الوسط العائلي لا خارجه فهو الذي شجعهما وأطرهما-–
ان ما قام به محمد وعبد الله من عمليات فدائية ما هي إلا نتاج للأهمية التي كان يوليها لهما خالهما والتتبع الحثيث واللصيق بهما حتى استشهد مع أحدهما –
وتجدر الإشارة بان اخوي الشهيد - المختار الذي اختار حزب الشورى والاستقلال والميلودي الذي لم ينخرط في أي من الحزبين آنذاك صارا على نهجه وانخرطا في الكفاح وكان الميلودي يحيا حياة اروبية مكنته بإيعاز من اخيه الشهيد من ولوج الأوساط الفرنسية ومعرفة بعض اسرارهم ومراكز ضعفهم لينقل ذلك إلى اخيه الأكبر- كان الميلودي جد كتوم لذا كانت ثقة اخيه الأكبر الشهيد العربي فيه كبيرة وكان بذلك محط اسراره
وعلى ذكر الميلودي السامي فيجب الإشارة إلى أن الفضل يرجع له في ربط العلاقة فيما بين اخويه سي العربي والمختار ورجل الأعمال الفرنسي جاك لوميكر دو بري وكانت لقاءاتهم تتم اما بمكاتب لوميكر بعمارة الحرية أو عند الشهيد بدرب البلدية أو بمطعم لاريزيرف بعين الدياب حيت كان يتم تبادل المعلومات ولا سيما ما يستجد على الساحة الفرنسية وبالأساس مشاريع لوميكر لإقناع ساسة الجمهورية الرابعة بضرورة عودة ملك البلاد إلى عرشه – كان الشهيد يقول ان جاك يتحلى بأخلاق المسلم الحقيقي ولا تنقصه إلا الشهادة لفرط ما كان يستشعره من ارتباط هذا الفرنسي بالقضية الوطنية وحبه للعائلة الملكية والاستماتة في الدفاع عنها بالإضافة إلى الاخلاق العالية على شاكلة ديبوا روكبير اللطبيب الخاص للعائلة المالكة الذي استشهد بالصخيرات اتناء محاولة الانقلاب -
وحيت ان الشهيد الميلودي السامي كانت له عدة صداقات مع الجالية الفرنسية من ساكنة حي المعاريف بالدار البيضاء حيت كانت تتمركز عصابة الوجود الفرنسي فقد اتيحت له الفرصة للإطلاع على بعض مخططات هذه العصابة وهو ما مكنه من معرفة المخطط الذي يجري الاعداد له لاغتيال لوميكر لوقوفه ضد استمرار بن عرفة على عرش المملكة ودفاعه المستميت لعودة سيدي محمد بن يوسف إلى الوطن وضد اطماع المعمر الفرنسي مارسيل بوساك وتم اخبار لوميكر بذلك المخطط عساه يتخذ احتياطا ته بل اقترح عليه الشهيد العربي السامي تعيين حراس يرافقونه إلى حين مرور الازمة إلا انه رفض – ولقد اغتيل الميلودي السامي على يد نفس عصابة الوجود الفرنسي امام المحل الذي كان يبيع فيه الدراجات الهوائية الجديدة بزنقة مصطفى المعاني بالدار البيضاء-
اما المقاوم المختار الذي يشهد له الجميع بنضاله ومواجهاته المستمرة لفلول الاستعمار فقد تنكرت له لجان المراجعة وحرمته من صفة مقاوم الممنوحة له سابقا اعتمادا على شهادة جائرة لأحد الجزائريين ودون الالتفات إلى شهادات كل من الوزير السابق محمد بن عبد الله الشرقاوي زوج عمة والحاج أحمد معنينو واحمد بنسودة والأستاذ عبد القادر بنجلون نقيب المحامين والمقاوم عبد القادر التورنور التي تثمن كلها الأعمال الفدائية المختار السامي – فهل كل هذه الشهادات الصادرة عن اناس داع صيتهم الطيب في ربوع الوطن وكلفوا بمناصب عليا في مختلف دواليب الدولة لا تشفع ولكن إذا ظهر السبب بطل العجب – فقد ضربت شهادات المجاملة أو التكافل المتبادل " التي تبادلها فيما بينهم من لا علاقة لهم بالمقاومة –حقيقة المقاومة في مقتل.

## اغتياله
وبالعودة إلى الشهيد العربي السامي فحسب بعض المعلومات التي حصلنا عليها من عدة اطراف فقد استقبل الشهيد من لدن السلطان محمد الخامس طيب الله تراه يوم 31- 07- 1956 

الشهيد العربي السامي في القصر الملكي

 وتم تكليفه بمهمة في غاية الأهمية بمدينة مراكش وهو الأمر الذي تأكد فيما بعد حيث صرح لنا ادريس لمحمدي وزير الدولة آنذاك - عند استقباله لارملة الشهيد الوطنية عائشة الزرهوني ليقدم لها العزاء في وفاة الوالد إذ اكد بان الشهيد كلف في اطار هذا التعيين بالنظر إلى ما كان يعرف عليه من حنكة وتبصر وطول اناة - بمهمتين أساسيتين الأولى إعادة الأمن إلى مدينة مراكش التي كانت تعيش في تلك الفترة احداثا مأساوية جراء تصرفات بعض مقاومي آخر ساعة المنتمين إلى رادكاليي حزب الاستقلال ذهب ضحيتها خيرة الوطنيين وتوجيهه ابن اخته عبد الله الذي كان سنه آنذاك لا يتجاوز سبعة عشر سنة- لبناء مستقبله بعد أن ابان عن بسالة وتضحية في سبيل استقلال البلاد وعودة السلطان إلى عرش اسلافة الميامين–
وعند مغادرة الشهيد القصر الملكي اتجه إلى بطانة بسلا مع ابن اخته لتناول الغذاء عند لحسن ليوسي وزير الداخلية -
ولقد حكى أحد أبناء القايد ليوسي في فندق حسان بالرباط بمناسبة تأسيس مؤسسة ليوسي للثقافة والعلوم بأنه حذر عبد الله من مغامرة العودة إلى الدار البيضاء تلك الليلة فهناك متربصون سيلاحقونه خلال عودته لاغتياله -وبالفعل كان بعض عناصر عصابة الستيام متواجدين في نفس الوقت بالقاعة المجاورة لتلك التي تواجد بها الشهداء الأربعة ببيت القايد ليوسي-وبالتالي دعاه لقضاء الليلة ببيتهم بسلا إلا ان عبد الله رفض وأصر على العودة-
وعند مغادرتهم إقامة القايد ليوسي في نفس العشية جلس الشهيد العربي السامي مع أحد اصدقاءه من كبار المقاومين بالقنيطرة السيد عبد الجليل البصيري في باحة فندق باليما بالرباط حيث اثار انتباهه بان هناك مخبرين يحومون حولهم ويتتبعون خطا هم ولربما هناك مخطط لاغتيالهم في طريق العودة ودعاه لقضاء الليلة ببيته بالقنيطرة إلا ان والدي اصر على العودة بحجة عدم السماح في ابن اخته الذي كان عليه العودة إلى والدته التي تنتظره - وانه يتوفر على الحماية السلطانية بعد تكليفه باحدى المهام بمدينة مراكش-وعاد الشهيد ومرافقوه الثلاته واعترضت طريقهم عصابة الستيام على مستوى حديقة الحيوان بعين السبع قرب معمل الخمور
```
Rossi & Martini روسي – مارتيني " وتم اغتيالهم اجمعين – بحضور اسعيد بونعيلات نفسه رئيس المجلس الوطني للمقاومة المؤقت كما ورد في مذكراته -
```

وبالتوازي مع هذه الملاحقة هوجم بيت الشهيد بدرب البلدية –زنقة صفرو في نفس الليلة على الساعة الواحدة صباحا حيت داهمت عصابة من رجال اشداء مدججين بمختلف الاسلحة – لا زالت البداوة ظاهرة على وجوههم رغم هجرتهم من البادية منذ بداية الخمسينيات - تحاصره من كل جانب من بينهم اناس كان يعتقد انهم رفقاء الشهيد في الكفاح كانوا يؤتمر ون بأمره وأوقفوا عائلة الشهيد وجوههم صوب الحائط منذرين متوعدين تم تفرقوا في مختلف ارجاء البيت وعاثوا فيه فسادا واخذوا كل الوثائق التي كانت بحوزة الشهيد ولا سيما السجل الذي كان الشهيد يؤرخ فيه للعمليات الفدائية بكل تفاصيلها دون الحديث عن ما تم من نهب لمنقولات الشهيد وتحطيم للصور بل حتى آلة الهاتف طمعوا فيها واخدوها- لقد تمركز كل فرد منهم في زاوية من وزوايا البيت ووراء النوافذ ويده على الزناد في انتظار وصول الأربعة لتصفيتهم ان فلتوا من الفخ الأول المنصوب بعين السبع-
```
وبقي افراد عائلة الشهيد وجوههم إلى الحائط وأيديهم ا إلى السماء إلى الساعة التاسعة صباحا حينما جاء من اخبرهم بان الأمر قد قضي وقتل الشهيد ومرافقيه وبمجرد مغادرتهم البيت فر كل واحد إلى وجهة غير معلومة لا يلوي على شئ – ووصد ت في وجوههم كل الابواب فالكل يخاف من مليشيات الحزب إلا من رحم ربك حيت توارى بعضهم ببيت السيد عيد السلام التالدي بالمدينة القديمة قرب جامع الشلوح وببيت الحاجة رحمة وزوجها لحسن اصهار الشهيد بحي بركون والبعض الآخر اواه أبو شعيب السلهامي الازموري ببيت ابنته السعدية بالحي المحمدي إلى حين هدوء ألعاصفة وكان ذلك مغامرة غير محسوبة العواقب من جانبهم فجازاهم الله عن صنيعهم هذا -– وحسب رواية نجل الشهيد الاستاذ عبد الرحمن السامي فقد رافق والدته إلى مكاتب رئيس الأمن الإقليمي آنذاك ادريس السلاوي لتسلم حاجات الشهيد حيت قدم لها عزاء السلطان والحكومة وأكد لها بان الشهيد تواجد في المكان الخطأ– ونفس الاستقبال حضيا به من لدن الحاج أحمد بركاش عامل الدار البيضاء الذي تأثر غاية التأثر لاغتيال الشهيد وكان من اعز رفقاءه وأمدنا بنسخة من الرسالة التي بعتها له الشهيد للترخيص له بحمل السلاح بعد أن ازدادت حدة الاغتيالات -
```

وبنفس المناسبة بعت القايد ليوسي بسائقه حيت تم نقلهما إلى سلا وحضيا باستقبال طيب من لدنه حيت قدم لهما العزاء وأكد بان سي العربي لم يكن يستحق هذه النهاية المأساوية وان السلطان تأثر غاية التأثر عند سماعه الخبر الحزين وفقدان وطني شهم من طينة سيما وان الامل كان معقودا عليه بالنظر إلى حكمته ورزانته -لإيقاف المد ألاغتيالي الذي كانت تعيشه مراكش
ان تاريخ الشهيد العربي السامي حافل بالأمجاد والبطولات وكما قال شكسبير " ان البعض يولد عظيما والبعض يحقق العظمة وآخرون هم العظمة نفسها والشهيد من هذه الفئة اذ كان رحمه الله العظمة نفسها لقد كان رجلا مؤمنا تقيا زاهدا في الحياة وكما يقول احمد شوقي بك "ليس في الناس اب مثل أبي "-
لقد ورث محمد وعبد الله الحداوي كل هذه الصفات عن خالهم وابلوا البلاء الحسن فشهيد معركة«سيدي معروف» الشهيرة – سي محمد الحداوي واجه بكل بسالة وشجاعة رفقة الشهيد حجاج فلول الشرطة والجيش الفرنسيين الذين طوقوهما مدججين بمختلف الاسلحة عسى ان يسلما نفسيهما إلا ان اقدامهما وتضحيتهما حثاهما على المواجهة والقتال إلى آخر طلقة عازمين على أن يسوقا امامهما إلى جهنم كل ما استطاعوا من أعداء وحسب الإمكانات السلاحية التي كانا يتوفران عليها ولم يموتا «فابورا» –